# Weigenhofen
Weigenhofen ist ein Gemeindeteil der Stadt Lauf an der Pegnitz im Landkreis Nürnberger Land (Mittelfranken, Bayern). Die Gemarkung Weigenhofen liegt teils auf dem Gemeindegebiet von Lauf, teils auf dem Gemeindegebiet von Ottensoos. Sie hat eine Fläche von 9,473 km² und ist in 2646 Flurstücke aufgeteilt, die eine durchschnittliche Flurstücksfläche von 3580,06 m² haben. In ihr liegen neben dem namensgebenden Ort die Gemeindeteile Kohlschlag und Rüblanden.

## Geografie
Das Dorf liegt in der südwestlichen Albrandregion. Es befindet sich etwa viereinhalb Kilometer südöstlich des Ortszentrums von Lauf am nordwestlichen Fuß des Moritzberges und liegt auf einer Höhe von 370 m ü. NHN. Die Kreisstraße LAU 7 führt nach Schönberg (1 km nordwestlich) bzw. nach Reuth (1,5 km südöstlich). Eine am nördlichen Ortsrand von der LAU 7 abzweigende Gemeindeverbindungsstraße führt nach Ottensoos (2,4 km nördlich).

## Geschichte
Die älteste Erwähnung des Dorfes stammt aus dem Jahre 1312, der Ortsname geht wahrscheinlich auf die Höfe eines Siedlers Wigo zurück. Weigenhofen war ursprünglich Reichsgut, während des Mittelalters erwarben dann das Kloster Engelthal, das Laufer Spital und Nürnberger Bürger grundherrschaftliche Rechte. Die Hochgerichtsbarkeit über den westlichen Teil des Dorfes oblag seit dem Beginn des 16. Jahrhunderts dem zur Reichsstadt Nürnberg gehörenden Pflegamt Lauf, was allerdings vom markgräflich-hohenzollernschen Vogtamt Schönberg in Frage gestellt wurde, während diejenige über den östlichen Teil unbestritten von dem ebenfalls zur Reichsstadt Nürnberg gehörenden Pflegamt Hersbruck ausgeübt wurde. Die Dorf- und Gemeindeherrschaft über den gesamten Ort hingegen hatte das Pflegamt Lauf inne. Von 1796 bis 1806 gehörte das Dorf zum preußischen Ansbach-Bayreuth, danach gelangte es mit der durch den Vertrag von Schönbrunn zwangsweise erfolgten Abtretung des Fürstentums Ansbach in den Besitz des Königreichs Bayern.
Durch die zu Beginn des 19. Jahrhunderts im Königreich Bayern durchgeführten Verwaltungsreformen wurde Weigenhofen mit dem zweiten Gemeindeedikt 1818 eine Ruralgemeinde, zu der auch noch das etwa dreieinhalb Kilometer ostnordöstlich gelegene Dorf Rüblanden gehörte. Später kam dann noch die im Lauf des 19. Jahrhunderts entstandene Einöde Kohlschlag hinzu. Zwischen Weigenhofen und Rüblanden wurde allerdings nie eine asphaltierte Straßenverbindung errichtet, so dass die Einwohner von Rüblanden dessen Angliederung an die Gemeinde Ottensoos anstrebten, was schließlich im Jahr 1965 erfolgte. Für den bis dahin Rüblanden zugeordneten Kohlschlaghof wurde allerdings eine andere Regelung gefunden, denn die Gemeindeverwaltung hatte zur besseren Anbindung an das öffentliche Straßenverkehrsnetz mittlerweile eine asphaltierte Straße zu dem abgelegenen Einödhof anlegen lassen. Diese zweigt von der Verbindungsstraße Weigenhofen-Ottensoos ab, so dass keine direkte Straßenverbindung mit Rüblanden besteht. Der Kohlschlaghof verblieb daher bei der Gemeinde Weigenhofen und gelangte zusammen mit dieser später zur Stadt Lauf. Die nach der Ausgliederung von Rüblanden verbliebene Restgemeinde wurde dann im Zuge der kommunalen Gebietsreform in Bayern am 1. Juli 1972 nach Lauf eingemeindet.

## Baudenkmäler

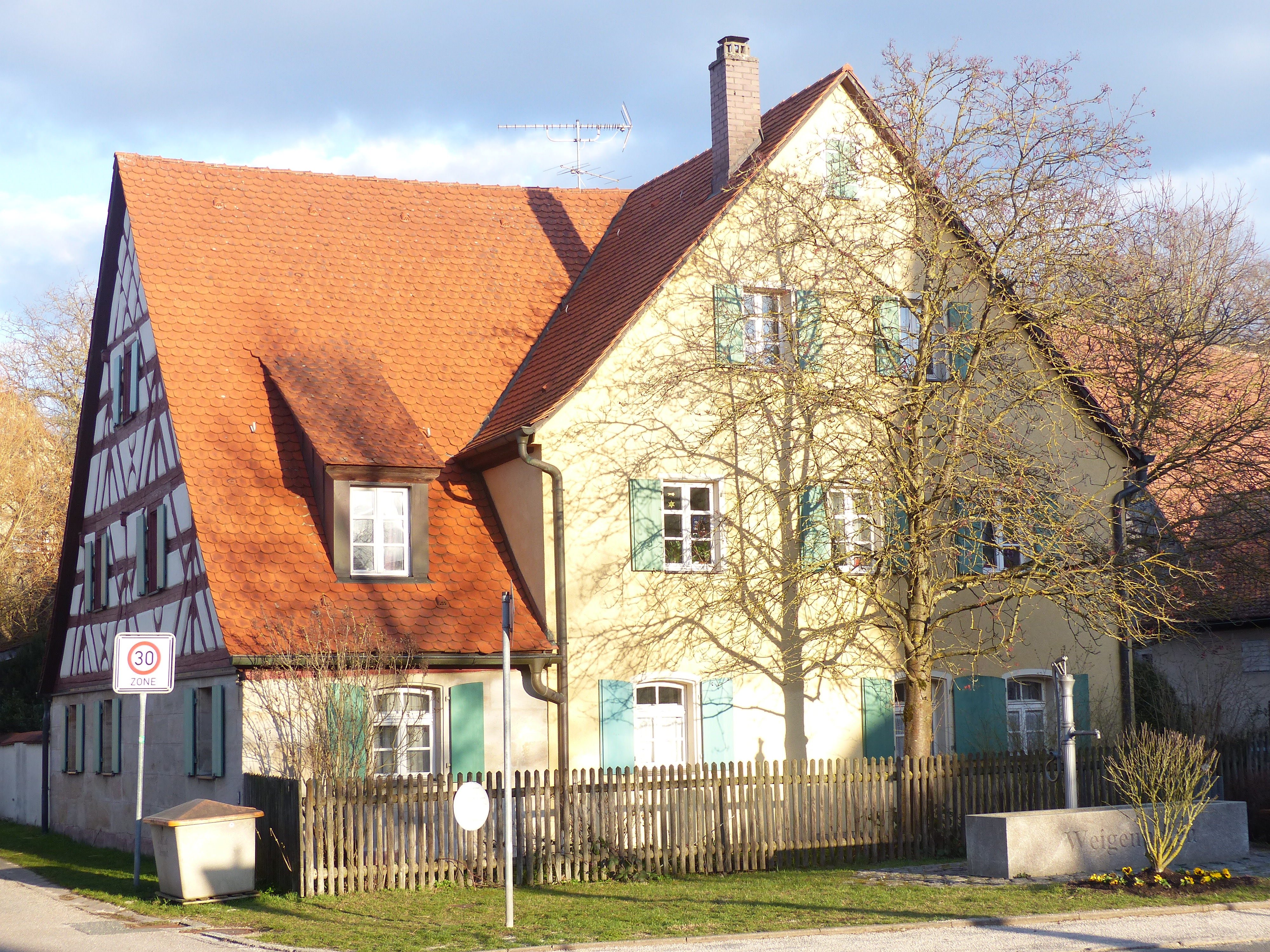
Denkmalgeschütztes Wohnstallhaus

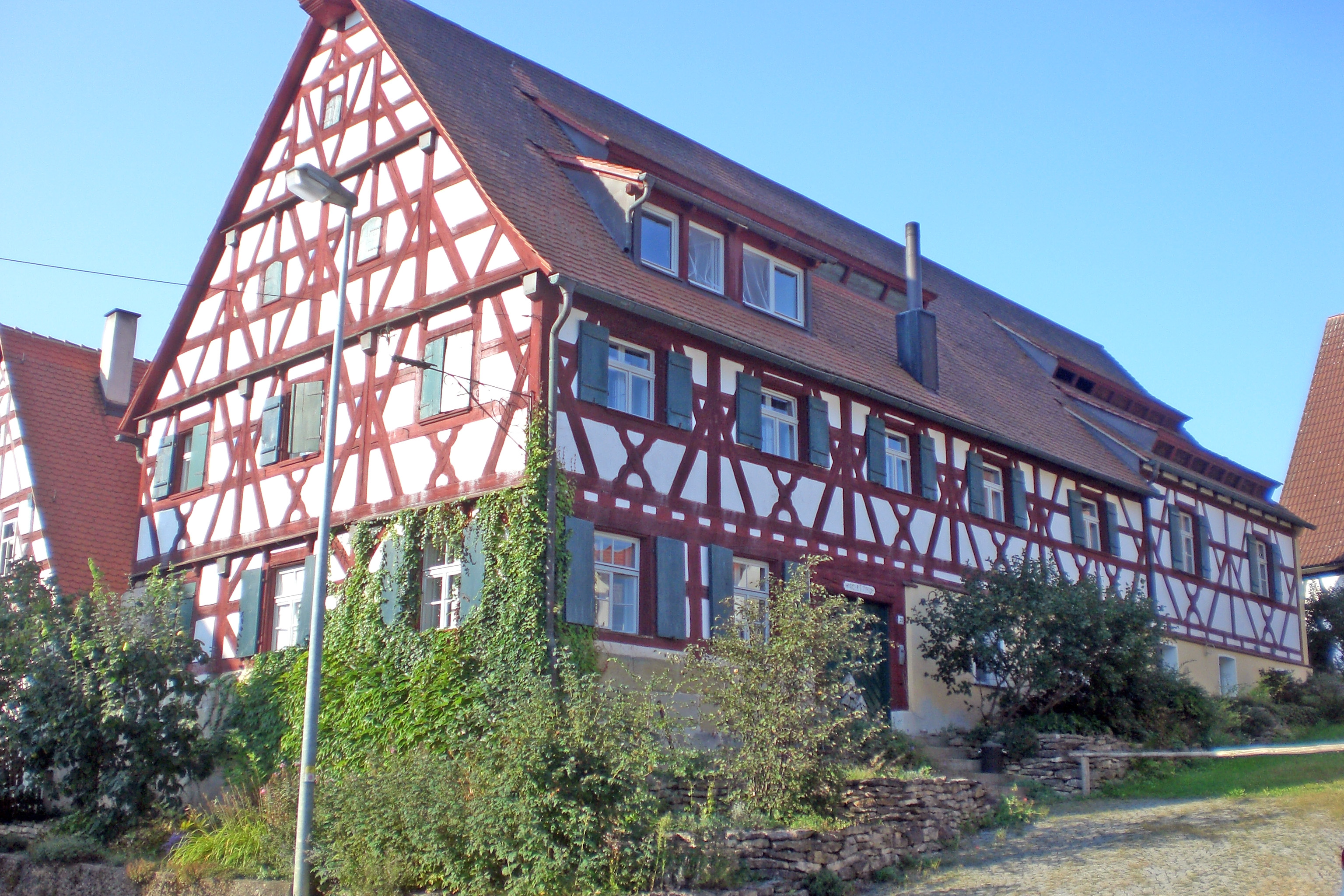
Fachwerkhaus in Weigenhofen (2024)

In Weigenhofen befinden sich mehrere Baudenkmäler, darunter ein aus dem 18. Jahrhundert stammendes Wohnstallhaus.